# Graford
Graford é uma cidade localizada no estado norte-americano do Texas, no Condado de Palo Pinto.

## Demografia
Segundo o censo norte-americano de 2000, a sua população era de 578 habitantes.
Em 2006, foi estimada uma população de 610, um aumento de 32 (5.5%).

## Geografia
De acordo com o United States Census Bureau tem uma área de
1,8 km², dos quais 1,8 km² cobertos por terra e 0,0 km² cobertos por água.

## Localidades na vizinhança
O diagrama seguinte representa as localidades num raio de 36 km ao redor de Graford.